# Аль-Муайяд Ахмад
Аль-Малик аль-Муайяд Шихаб ад-Дин Ахмад ибн Инал (араб. المؤيد شهاب الدين أحمد‎; 1431 — 28 января 1488) — мамлюкский султан Египта с 25 февраля по 28 июня 1461 года из династии Бурджитов, сын султана и наследник аль-Ашрафа Инала. Низложен мамлюкскими эмирами, после чего жил в Александрии, вступив в суфийский орден аш-Шазилиййа.

## Происхождение и путь к трону
Шихаб ад-Дин Ахмад родился в 1431 году в палестинском городе Газа, где его отец Сайф ад-Дин Инал занимал должность наиба. Мать Ахмада, Зайнаб (умерла в 1479 году) — единственная жена Сайф ад-Дина Инала и мать всех его детей, была дочерью эмира Бадр ад-Дина Хасана ибн Хассбека, сына мамлюка и родственника по женской линии султана аз-Захира Бейбарса (1260—1277). Хасан ибн Хассбек входил в число мамлюкской элиты и слыл знатоком основ фикха, он владел арабским, имел право издавать фетвы и преподавать — его учениками были многие мамлюкские эмиры, а также известный каирский историк аль-Макризи. В юности Ахмад получил образование в Газе, обучаяясь у местных учёных.
Заняв престол Мамлюкского государства в 1453 году под именем султана аль-Малика аль-Ашрафа, Сайф ад-Дин Инал сразу начал готовить сына своим преемником и на следующий же день назначил Ахмада главнокомандующим войсками султаната — атабеком аль-асакиром, чем нарушил двухвековую мамлюкскую традицию назначения на данную должность наиболее заслуженных и влиятельных эмиров. Это вызвало недовольство среди авторитетнейших мамлюкских эмиров, избравших Инала султаном и рассчитывавших занять при нём высшие посты в государстве. Не желая идти на конфликт, аль-Ашраф Инал через два дня был вынужден сместить Ахмада с поста атабека аль-асакира и назначить на него своего старшего боевого товарища, восьмидесятипятилетнего эмира Танибека аль-Бурдабеки. Инал, однако, не оставил усилий по укреплению авторитета Ахмада среди мамлюкской элиты, для чего поручил сыну возглавлять ежегодную торжественную процессию к Нилу для церемониального открытия плотины во время очередного разлива. Исполнение этой почетной церемонии традиционно должен был возглавлять сам султан, заместителем которого в случае невозможности личного участия султана мог быть только атабек аль-асакир — первый среди мамлюкских эмиров. В данном случае Ахмад выступал в этой процессии в роли заместителя престарелого атабека Танибека аль-Бурдабеки. Вскоре Ахмад получил ранг «эмира тысячи» (амир алаф) и неоднократно направлялся отцом по главе карательных экспедиций для подавления мятежей и пресечения беспорядков в разных провинциях Египта. Этим султан стремился продемонстрировать всем командные качества и военное мастерство Ахмада. В этих же целях Ахмад регулярно принимал участие в состязаниях по фурусии — традиционному военному искусству мамлюков.
В 1457 году Ахмад получил ранг «эмира хаджжа» и вместе со своей матерью совершил хадж в Мекку. Судя по всему, политическая, военная и религиозная активность Шихаб ад-Дина Ахмада призвана была создать в мамлюкских войсках впечатление, что он входит в состав мамлюкской верхушки не по праву султанского сына, а в силу своих выдающихся способностей и военных талантов. Всё это, в большой степени, принесло нужный результат, поскольку когда в 1458 году султан вместо недавно умершего эмира Танибека назначил двадцатисемилетнего Ахмада атабеком аль-асакиром, уже никто не выразил открытого недовольства его кандидатурой. Попутно с этим, султан Инал предпринял меры к финансовому обеспечению политической карьеры своего наследника, учредив в пользу своей семьи специальный вакф, приносивший около тридцати четырех тысяч динаров в год дохода. В будущем, заняв мамлюкский престол, Ахмад дополнил этот вакф, передав ему только что купленные земельные доли не менее чем в 37 сирийских и египетских деревнях, в результате чего годовой доход вакфа вырос более чем в два раза — до семидесяти восьми тысяч динаров.

## Правление и свержение
Шихаб ад-Дин Ахмад занял престол Мамлюкского султаната в 14-й день месяца Джумада I 865 года Хиджры (25 февраля 1461 года), приняв тронное имя аль-Малик аль-Муайяд, после того как его отец, султан аль-Ашраф Инал перед смертью назвал его своим преемником в присутствии членов своей семьи, хотя традиционно эта последняя воля умирающего султана произносилась в присутствии влиятельнейших мамлюкских эмиров. Политика аль-Муайяда Ахмада стала продолжением политики аль-Ашрафа Инала — новый султан не собирался ничего кардинально менять ни в сложившейся структуре мамлюкской элиты, ни в системе командования мамлюкскими войсками. К моменту прихода Ахмада к власти в мамлюкской среде установилось шаткое равновесие между двумя влиятельнейшими мамлюкскими группировками — мамлюками его отца (ашрафитами) и мамлюками султана аз-Захира Джакмака (захиритами), предшественника аль-Ашрафа Инала. Поначалу Ахмаду, судя по всему, удавалось эффективно контролировать мамлюков своего отца и предотвращать их грабежи, на которые аль-Ашраф Инал смотрел сквозь пальцы. Согласно каирским историкам Ибн Тагриберди и ас-Сахави, это принесло ему признательность населения и похвалы современных наблюдателей. Однако Ахмад не смог эффективно лавировать между интересами фракций ашрафитов и захиритов и вскоре обе они пришли к мысли о необходимости его низложения. В период правления Инала большинство захиритов были лишены своих должностей и доходов от икта, многие были высланы за пределы государства или взяты под стражу. Смерть Инала теоретически дала части опальных захиритов возможность вернуть прежнее привилегированное положение в армии и государственном аппарате, однако политика аль-Муайяда Ахмада очень скоро показала бесплодность их надежд. Именно поэтому захириты решили свергнуть Ахмада и возвести на престол одного из своих однополчан. Не имея, однако, достаточных сил и средств для совершения переворота, захириты вынуждены были привлечь на свою сторону ашрафитов, обладавших финансовыми ресурсами и влиянием в войсках и чиновничьем аппарате.
Ашрафитов поначалу устраивало положение вещей при султане аль-Муайяде Ахмаде, однако вскоре и у них нашлись поводы для недовольства. Султан так активно раздавал своим мамлюкам в икта земли, скопившиеся в распоряжении его правительства, что скоро практически все их израсходовал и начал раздавать земли, ранее переданные его отцом и родственниками в вакфы. По словам Ибн Тагриберди, «когда почти не осталось у него египетских сёл, то взялся он за сирийские селения и стал распределять их египетским эмирам и их воинам». Большую часть этих икта Ахмад раздал недавно принятым на службу мамлюкам (джалаб или джулбан), что вызвало недовольство ветеранов-ашрафитов. Кроме того, среди ашрафитов были высокопоставленные эмиры, сами помышлявшие о мамлюкском престоле. Главным из них был лидер ашрафитов Джаним аль-Ашрафи (умер в 1462 году), занимавший пост наместника Сирии (наиб аш-Шам), который не скрывал своих претензий на трон и через своего сына активно набирал сторонников. Других эмиров-ашрафитов оттолкнула чрезмерная самостоятельность султана Ахмада, в которой явно проявлялось его стремление к единоличному правлению. Это в корне противоречило устоявшейся бурджитской традиции управления государством, согласно которой власть султана представлялась делегированной ему большинством старших мамлюкских эмиров, которые пользовались правом участия в обсуждении и решении вопросов государственной политики. Аль-Муайяд Ахмад повёл себя с эмирами своего отца иначе. По свидетельству Ибн Тагриберди, тридцатилетний Ахмад до мельчайших деталей разбирался в вопросах военной службы и работы чиновничьего аппарата, поэтому не особо нуждался в советах старших эмиров и все решения принимал самостоятельно. К тому же, Ахмад вырос и возмужал не в казармах мамлюков, как большинство бурджитских султанов, а в доме своего отца, и поэтому в процессе управления государством опирался не на своих однополчан, которых у него попросту не было, а на своих ближайших родственников. В этой ситуации старшие эмиры его отца вскоре были фактически отстранены от участия в управлении султанатом, даже в роли советников, и превратились в простых исполнителей воли султана. Всё это привело ашрафитов к решению поддержать заговор захиритов с целью смещения султана аль-Муайяда Ахмада. В Каире главной фигурой, вокруг которой сплотились недовольные стилем правления султана Ахмада, стал новый атабек аль-асакир Сайф ад-Дин Хушкадам.
Объединение ашрфитов и захиритов привело к политической изоляции Ахмада. Он попытался найти поддержку в собственной семье, ставшей при его отце главной политической опорой султана, однако родственники не смогли оказать ему помощь: главный давадар («хранитель чернильницы») эмир Йунис аль-Акбай (умер в 1461 году), муж сестры Ахмада Фатимы, был тяжело болен, второй давадар эмир Бурдабек аль-Ашрафи (убит в 1464 году), главный советник Ахмада и муж другой его сестры Бадарийи (умерла в 1474 году), был захвачен заговорщиками, а главный конюший султана (амир ахур) эмир Барсбай аль-Баджаси (умер в 1466 году), женатый на племяннице Ахмада, перешёл на сторону мятежников, когда понял, что большинство эмиров выступают за свержение молодого султана. Не помогли Ахмаду и накопленные богатства. Султан не использовал их на своевременную покупку лояльности старших эмиров, а на приобретение и обучение новых мамлюков, которые составили бы корпус его личной стражи, у него просто не было времени. Осознав своё критическое положение, Ахмад предложил некоторым лидерам оппозиции высокие государственные должности, но с ним уже не хотели вступать в переговоры. Последней опорой султана, окружённого в Каирской цитадели войсками мятежников, оставались мамлюки-новобранцы (джулбан) его отца, однако и они, понимая безнадёжность положения Ахмада, не проявляли особого энтузиазма. В итоге, 19 рамадана 865 года Хиджры (28 июня 1461 года) султан аль-Муайяд Ахмад приказал мамлюкам-джульбан сдать цитадель, после чего отрёкся от престола Мамлюкского султаната. Мятежные эмиры взяли Ахмада под стражу и вместе с его братом Мухаммадом отправили в заключение в Александрийскую крепость.

## Частная жизнь
Во второй половине 865 года Хиджры (1461 год) Шихаб ад-Дин Ахмад был освобожден из темницы в Александрийской крепости, однако оставался под надзором местных властей. Положение Ахмада существенно улучшилось после смерти султана аз-Захира Хушкадама в 1467 году — одним из первых официальных действий нового султана Тимур-буги было предоставление Ахмаду свободы передвижения по Александрии. Судя по всему, в это время Ахмад был уже далёк от политики, он изучал суфизм и приобрёл статус уважаемого и довольно влиятельного члена александрийского общества, к которому часто обращались за советами и консультациями. О его жизни в последующие годы исторические источники практически ничего не сообщают. Известно, что в 1479 году ему было позволено посетить Каир, чтобы присутствовать на похоронах своей матери Зайнаб, после чего Ахмад получил под свой надзор семейные вакфы, основанные его отцом и им самим. Согласно сохранившимся документам, в 1467 году он вместе с неким Абд ар-Рахимом аль-Баризи подал иск против одного из руководителей вакфов, некоего Сайф ад-Дина Канима, бывшего офицера султана Инала, а в 1486 году обратился в суд по поводу доли в наследстве покойного александрийского торговца Шараф ад-Дина Якуба ибн Мухаммада из купеческой гильдии Карими. В начале 887 года Хиджры (1482 год) Ахмад стал шейхом и был избран в состав исполнительного совета александрийской ветви суфийского ордена аш-Шазилиййа, на основании чего стал руководить собраниями суфиев (зикр). После этого Ахмад, вероятно, оставался в Александрии вплоть до своей смерти в месяце сафар 893 года Хиджры (январь 1488 года). После смерти его тело было перевезено в Каир и похоронено в мавзолее его отца.

## Семья и потомки
Отец Ахмада султан аль-Ашраф Инал, руководствуясь политическими соображениями, женил его на вдове султана аз-Захира Джакмака, фигурирующей в источниках как Бинт Сулейман (умерла от чумы в 1460 году; по другим данным, её звали Бинт Хамза-бек). Она была дочерью Сулейман-бея ибн Насир ад-Дина из тюркской династии Дулкадиридов и прибыла в Каир из Анатолии в 1450 году, после того как её тётка Нафиса бинт Насир ад-Дин, жена султана аз-Захира Джакмака, в 1449 году умерла от чумы. Известно, что у Ахмада было несколько дочерей, одна из которых стала женой могущественного мамлюкского эмира Яшбека мин Махди, давадара в правительстве султана аль-Ашрафа Каит-бея (1468—1496). Согласно сохранившимся документам, потомки Ахмада управляли его вакфами на протяжении всего XVI века: они упоминаются в документах об обменных операциях (истибдал) под 1496, 1515, 1566 и 1589 годами.